# Daniel Schechter
Daniel S. Schechter es un médico psiquiatra, psicoanalista e investigador neurobiológico americano. Es actualmente profesor en el Departamento de Psiquiatría pediátrica en la Universidad de Nueva York en los Estados Unidos y en el Departamento de Psiquiatría de la Facultad de Medicina de la Universidad de Ginebra en  Suiza.  En julio de 2019 empieza como Director Médico de una nueva consulta especializada en la evaluación, el tratamiento y la investigación científica de niños de 0-5 años en el Hospital de la Universidad de Lausana en  Suiza.
El Dr. Schechter es especialista en la transmisión intergeneracional de la violencia doméstica, el abuso sexual infantil y el trastorno por estrés postraumático que le sigue.
Son conocidos, en varias traducciones, sus artículos sobre los efectos del terror de separación en los niños pequeños y como ese terror afectó a sus padres después de los atentados del 11 de septiembre de 2001 de Al Qaeda en Nueva York. Para ayudar los padres y la comunidad afectada después del terrorismo y la violencia política, la Universidad Columbia en Nueva York grabó en 2003 un video de Schechter hablando en inglés sobre los efectos de los ataques del 11 de septiembre y las relaciones padres-hijos.
Además contribuyó a la literatura científica sobre la asociación de patología psiquiátrica con el Trastorno por estrés postraumático.
Su libro más reciente (2010), Formative Experiences: The Interaction of Caregiving, Culture, and Developmental Psychobiology, fue escrito y editado con Carol Worthman, Paul Plotsky y Constance Cummings  .